# Municipio de East Alma
El municipio de East Alma (en inglés: East Alma Township) es un municipio ubicado en el condado de Cavalier en el estado estadounidense de Dakota del Norte. En el año 2010 tenía una población de 23 habitantes y una densidad poblacional de 0,25 personas por km².

## Geografía
El municipio de East Alma se encuentra ubicado en las coordenadas 48°40′29″N 97°58′54″O / 48.67472, -97.98167. Según la Oficina del Censo de los Estados Unidos, el municipio tiene una superficie total de 93.15 km², de la cual 93,07 km² corresponden a tierra firme y (0,09 %) 0,08 km² es agua.

## Demografía
Según el censo de 2010, había 23 personas residiendo en el municipio de East Alma. La densidad de población era de 0,25 hab./km². De los 23 habitantes, el municipio de East Alma estaba compuesto por el 100 % blancos. Del total de la población el 0 % eran hispanos o latinos de cualquier raza.